# Horst Saar
Horst Saar (* 9. Mai 1925 in Altenwald; † Dezember 1985) war ein deutscher Politiker (SPD).

## Leben
Horst Saar besuchte die Volksschule und wurde anschließend Maurer. Von Oktober 1943 bis Januar 1945 war er im Kriegseinsatz in Russland. Dort geriet er in Kriegsgefangenschaft, aus der er erst am 21. Dezember 1949 entlassen wurde. Vom Zweiten Weltkrieg behielt er eine schwere Gehbehinderung zurück. Da er in seinem Beruf nicht mehr arbeiten konnte, wurde er zum Industriekaufmann umgeschult. In dieser Funktion fand er eine Anstellung bei den Saarbergwerken. Er gehörte der IG Bergbau und Energie an und war von 1967 bis 1970 Vorsitzender des Betriebsrates der Saarberg-Hauptverwaltung. Anschließend wurde er Angestellter beim EV-Immissionsschutz.
Am 3. November 1956 trat er der SPD bei. Von 1968 bis 1974 war er Mitglied des Köllerbacher Gemeinderates, ab 1974 Mitglied des Stadtrates Püttlingen sowie Vorsitzender der dortigen SPD-Fraktion. Auf Landesebene war er stellvertretender Vorsitzender der Arbeitsgemeinschaft für Arbeit (AfA). Am 4. Mai 1975 wurde er in den Landtag des Saarlandes gewählt (7. Wahlperiode). Seine Wiederwahl gelang ihm am 27. April 1980 (8. Wahlperiode).
Am 8. August 1985 wurde er mit dem Saarländischen Verdienstorden ausgezeichnet. Er verstarb im Dezember 1985.